# مردی که گریست
مردی که گریست (به انگلیسی: The Man Who Cried) فیلمی انگلیسی-فرانسوی به نویسندگی و کارگردانی سالی پاتر است. بازیگران فیلم کریستینا ریچی، کیت بلانشت، جانی دپ، هری دین استنتون و جان تورتورو هستند.

## موضوع
داستان فیلم دربارهٔ دختری جوان و یهودی به نام فگل آبراموویچ (با بازی کریستسنا ریچی) است. بعد از اینکه او را در کودکی از پدرش در شوروی جدا کرده‌اند، در انگلیس بزرگ می‌شود و نامش به سوزان تغییر داده می‌شود. او کمی قبل از شروع جنگ جهانی دوم به پاریس می‌رود و…

## داستان
فگله آبراموویچ (کریستینا ریچی)، دختری یهودی روس است که در سال ۱۹۲۷ در کودکی از پدرش (اُلگ یانکوفسکی) جدا می‌شود. پدرش برای یافتن بخت خود راهی آمریکا شده و قصد دارد پس از آن دختر و مادرش را نیز به آنجا ببرد. پیش از رفتن، او ترانهٔ «گویی هنوز می‌شنوم» از اپرای بیزه به نام صیادان مروارید را برای فگله می‌خواند. پس از رفتن او، روستا هدف یک قتل‌عام نژادی قرار گرفته و به آتش کشیده می‌شود. فگله با کمک همسایگان می‌گریزد و پس از پشت سر گذاشتن دشواری‌های بسیار، با تنها یک عکس از پدر و سکه‌ای از مادربزرگش، سوار کشتی‌ای می‌شود که به سوی بریتانیا می‌رود.
با رسیدن به بریتانیا، یک مأمور انگلیسی نام او را به «سوزان» تغییر می‌دهد و او را به خانواده‌ای سرپرست می‌سپارد. همکلاسی‌هایش در مدرسه او را «کولی» می‌خوانند، ولی سوزی هنوز زبان انگلیسی نمی‌داند. یک معلم، زمانی که می‌شنود سوزی ترانهٔ «گویی هنوز می‌شنوم»را به زبان ییدیش می‌خواند، به او خواندن و صحبت کردن به انگلیسی را می‌آموزد.
زمان می‌گذرد و سوزی برای حضور در یک گروه آواز و رقص که عازم پاریس است، آزمون می‌دهد. در آنجا با یک رقاص روسی مسن‌تر به نام لولا (کیت بلانشت) آشنا می‌شود و آن‌ها به‌عنوان دوست، هم‌خانه می‌شوند. در مهمانی‌ای رسمی، هر دو زن در کنار یک سوارکار مرموز به نام سزار (جانی دپ) که یک کولی است و توجه سوزی را جلب می‌کند، برنامه اجرا می‌کنند. پس از اجرای بیرون، آن‌ها آواز یک تنور را می‌شنوند که در حال اجرای «گویی هنوز می‌شنوم» است؛ صدایی که متعلق به دانته (جان تورتورو)، خوانندهٔ اپرای ایتالیایی است که بلافاصله توجه لولا را به خود جلب می‌کند. لولا به دانته نزدیک می‌شود و مفتون ثروت و موفقیت او می‌گردد. دانته، لولا، سوزی و سزار، همه برای یک شرکت اپرا به کارگردانی فلیکس پرلمن (هری دین استنتن) کار می‌کنند. دانته از پیروان متعصب موسولینی است، که این موضوع باعث دوری سوزی از او می‌شود، حتی در حالی‌که دانته معشوقهٔ لولا شده است. در همین حال، سزار سوزی را به «خانواده»اش (که در واقع تمام قبیله‌اش هستند) معرفی می‌کند و آن‌ها عاشق یکدیگر می‌شوند.
روزی، دانته در حال جست‌وجو در وسایل سوزی در آپارتمان است، پس از خلوت با لولا، و با یافتن عکس پدرش، به هویت یهودی او پی می‌برد. همسایهٔ سالخوردهٔ یهودی طبقه پایین، خانم گلدشتاین (میرِیِم کارلین) نیز از یهودی بودن سوزی آگاه است و او را دربارهٔ خطرهای پیش‌رو، به‌ویژه با تهاجم آلمان به لهستان، هشدار می‌دهد. سال بعد، با حملهٔ آلمان به فرانسه و نزدیک شدن آن‌ها به پاریس، موجی از مهاجرت یهودیان و دیگر گروه‌های در معرض تهدید نازیسم آغاز می‌شود. تماشاگران اپرا کم می‌شوند و در نهایت تنها بازیگران باقی‌مانده دانته و سوزی هستند. دانته قصد دارد سوزی را اغوا کند، اما او مقاومت می‌کند. دانته با اشاره به اصل و نسب او و رابطه‌اش با سزار که او نیز کولی است، به او توهین می‌کند. پرلمن به دفاع از سوزی برمی‌خیزد و به دانته یادآوری می‌کند که به‌عنوان یک ایتالیایی در پاریس، اگر موسولینی با نازی‌ها هم‌پیمان شود، موقعیت خود او نیز متزلزل خواهد شد. در نهایت، پرلمن نمایش را تعطیل می‌کند؛ فردای آن روز، نازی‌ها وارد پاریس می‌شوند.
دانته ناچار به نقش سابق خود به‌عنوان نوازنده دوره‌گرد بازمی‌گردد. پس از آنکه سوزی دوباره او را پس می‌زند، دانته به یک افسر آلمانی اطلاع می‌دهد که سوزی یهودی است. لولا این حرف را می‌شنود و به سوزی خبر می‌دهد که در خطر است و باید پاریس را ترک کند. لولا تصمیم گرفته از دانته جدا شود و بلیت‌هایی برای خود و سوزی خریده تا با کشتی به آمریکا بروند. همان شب، نازی‌ها به روستای کولی‌ها حمله کرده و کودکی را می‌کشند. وقتی سزار به آپارتمان می‌آید تا خداحافظی کند، سوزی ابراز می‌کند که می‌خواهد بماند و در کنار او با نازی‌ها بجنگد، اما سزار از او می‌خواهد فرار کند و پدرش را بیابد. آن‌ها شب آخر را با هم سپری می‌کنند.
در طول سفر دریایی، کشتی مورد اصابت اژدر قرار می‌گیرد و لولا در غرق شدن جان می‌بازد. سوزی در میان نجات‌یافتگان است و به نیویورک می‌رسد.
سوزی در جست‌وجوی پدرش درمی‌یابد که او نامش را تغییر داده، آواز خواندن را کنار گذاشته و پس از شنیدن خبر حمله به روستا، که گمان می‌کرد همهٔ خانواده‌اش در آن کشته شده‌اند، به سمت غرب آمریکا رفته است. سوزی به هالیوود می‌رود، جایی که پدرش در آن یک استودیو تأسیس کرده و خانواده‌ای تازه دارد، و درمی‌یابد که او در بستر مرگ است. او وارد بیمارستان می‌شود، از کنار همسر جدید و فرزندان پدرش که در انتظار هستند می‌گذرد و وارد اتاق او می‌شود. پدرش او را می‌شناسد و از دیدنش خوشحال می‌شود. سوزی کنار تخت او می‌نشیند و ترانهٔ «گویی هنوز می‌شنوم» را برایش به زبان ییدیش می‌خواند، در حالی که اشک از چشمان پدرش جاری می‌شود.

## بازیگران
| بازیگر          | نقش          |
| --------------- | ------------ |
| کریستینا ریچی   | سوزان        |
| جانی دپ         | سزار         |
| کیت بلانشت      | لولا         |
| اولگ یانکوفسکی  | پدر سوزان    |
| کلودیا لندر-دوک | کودکی سوزان  |
| میریام کارلین   | خانم گلدشتین |
| هری دین استنتون | فلیکس پرلمان |
| جان تورتورو     | دانت دومینیو |